# Touffreville-sur-Eu
Touffreville-sur-Eu è un comune francese di 203 abitanti situato nel dipartimento della Senna Marittima nella regione della Normandia.

## Società

### Evoluzione demografica
Abitanti censiti